# فیدل‌تاون (کالیفرنیا)
فیدل‌تاون (به انگلیسی: Fiddletown) یک منطقهٔ مسکونی در ایالات متحده آمریکا است که در شهرستان آمادور، کالیفرنیا واقع شده‌است. فیدل‌تاون ۱۲٫۰۰۷ کیلومتر مربع مساحت و ۲۳۵ نفر جمعیت دارد و ۵۱۳ متر بالاتر از سطح دریا واقع شده‌است.